# Tennessee Volunteers football
La squadra di football dei Tennessee Volunteers rappresenta l'Università del Tennessee. I Volunteers competono nella Football Bowl Subdivision (FBS) della National Collegiate Athletics Association (NCAA) e nella Eastern Division della Southeastern Conference (SEC). La squadra è allenata dal 2021 da Josh Heupel.
I Vols hanno disputato la loro prima stagione nel 1891 e sono uno dei programmi più vincenti della storia del college football con un record di 804-361-53, il decimo risultato di tutti i tempi in termini di vittorie e il secondo della SEC. Inoltre hanno il terzo numero di apparizioni ai bowl di fine stagione (49) e il terzo numero di vittorie. Hanno vinto sei titoli nazionali, l'ultimo dei quali nel 1998.
Tennessee gioca le sue gare interne al Neyland Stadium, dove ha vinto 445 partite, il massimo del football universitario per uno stadio casalingo. Inoltre, con 102.455 posti, è il quarto stadio più grande della nazione.

## Titoli nazionali
| Anno                                | Allenatore                          | Selettore                                                                                              | Record | Bowl     |
| ----------------------------------- | ----------------------------------- | --- | ------ | -------- |
| 1938                                | Robert Neyland                      | CFRA, Dunkel, Billingsley, CFI, Litkenhous, Boand, Houlgate, Poling, NSFR, Frye, Massy, Koger, McCarty | 11-0   | P Orange |
| 1940                                | Robert Neyland                      | Dunkel, Williamson                                                                                     | 10-1   | P Sugar  |
| 1950                                | Robert Neyland                      | NCF, Billingley, CFRA, Massy, Dunkel, DeVold, CFI, Frye, Fleming System, Howell, Maxwell, Sorensen     | 11-1   | V Cotton |
| 1951                                | Robert Neyland                      | AP, UPI                                                                                                | 10-1   | P Sugar  |
| 1967                                | Doug Dickey                         | Litkenhous                                                                                             | 9-2    | P Orange |
| 1998                                | Phillip Fulmer                      | AP, USAToday/ESPN, BCS                                                                                 | 13-0   | V Fiesta |
| Totale titoli nazionali rivendicati | Totale titoli nazionali rivendicati | Totale titoli nazionali rivendicati                                                                    | 6      | 6        |

Tennessee è stata decretata campione anche in altre otto occasioni da vari selettori (1914, 1927, 1928, 1931, 1939, 1956, 1985 e 1989), non rivendicando tuttavia quei titoli.

## Premi individuali

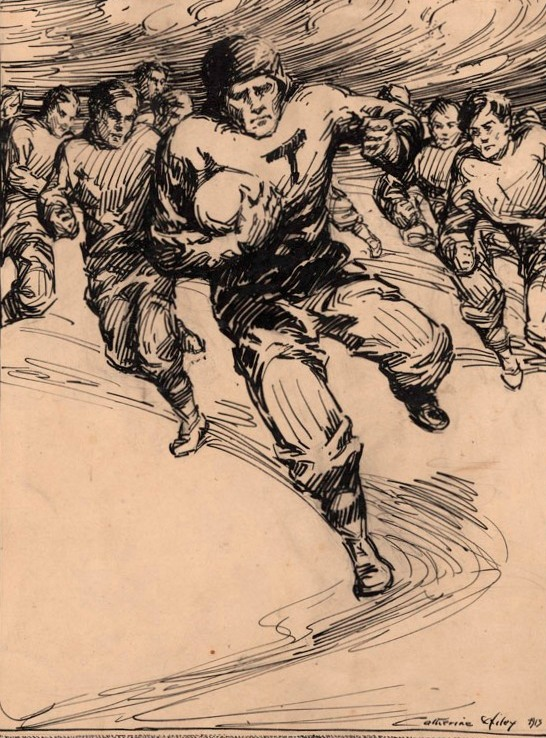
Un'illustrazione della metà degli anni 1890 di Catherine Wiley.

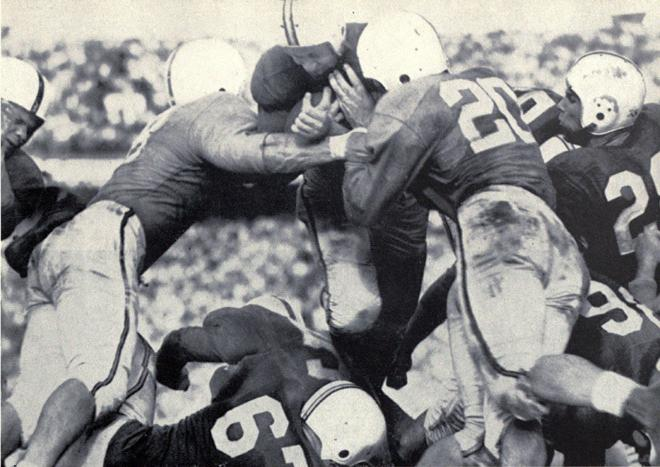
Lo Sugar Bowl del 1952.

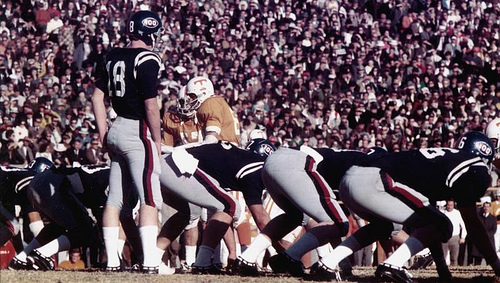
Tennessee contro Mississippi nel 1969.

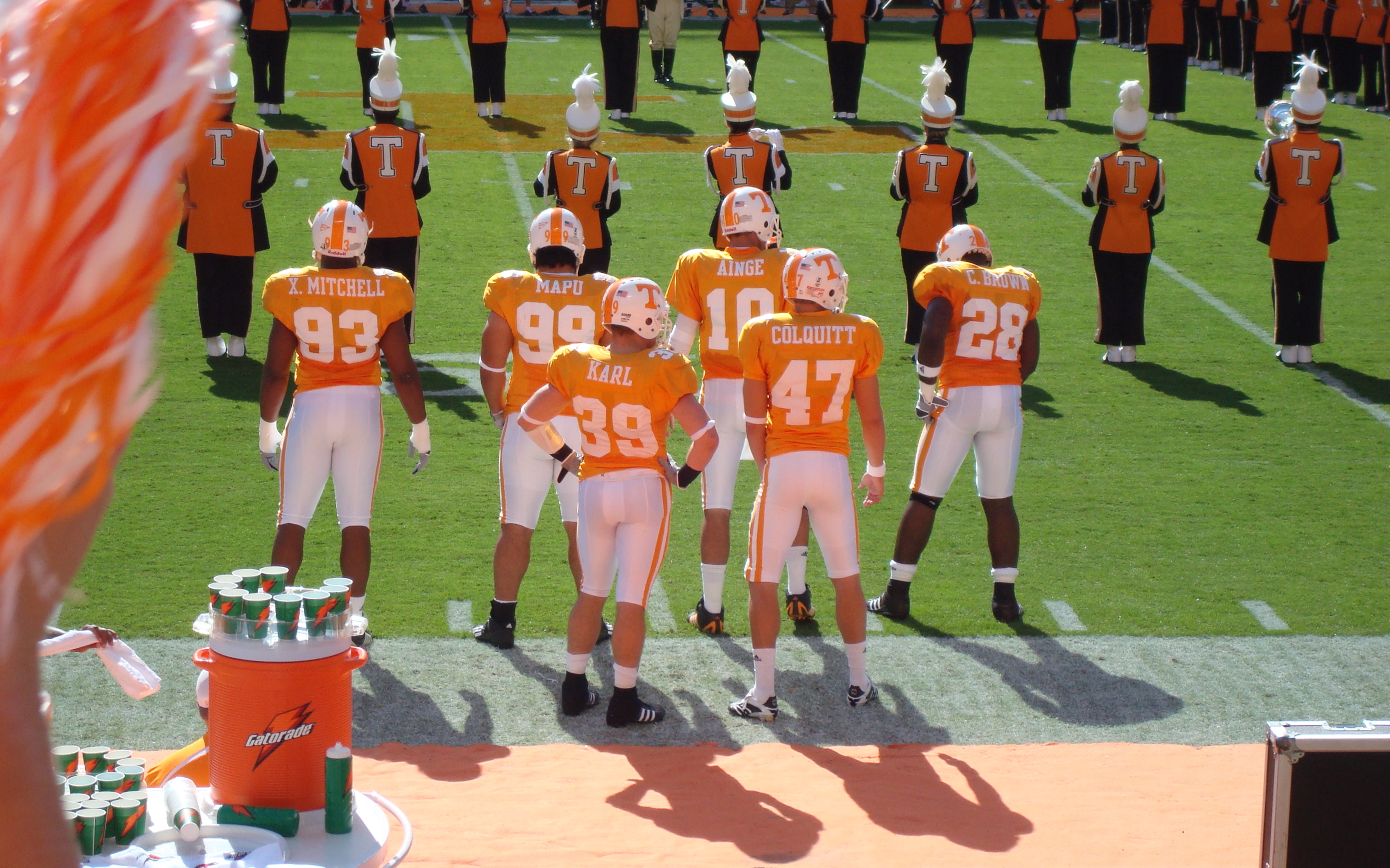
I capitani del 2007.

### Premi nazionali
- Maxwell Award

Peyton Manning - 1997
- Davey O'Brien Award

Peyton Manning - 1997
- Johnny Unitas Golden Arm Award

Peyton Manning - 1997
- Outland Trophy

Steve DeLong - 1964
John Henderson - 2000
- Campbell Trophy

Peyton Manning - 1997
Michael Munoz - 2004
- Jim Thorpe Award

Eric Berry - 2009

### Membri della College Football Hall of Fame
Giocatori
- Gene McEver - Eletto nel 1954[7]
- Beattie Feathers - Eletto nel 1955[8]
- Herman Hickman - Eletto nel 1959[9]
- Bobby Dodd - Eletto nel 1959 (giocatore) e 1993 (allenatore)[10]
- Bob Suffridge - Eletto nel 1961[11]
- Nathan Dougherty - Eletto nel 1967[12]
- George Cafego - Eletto nel 1969[13]
- Bowden Wyatt - Eletto nel 1972 (giocatore) e 1997 (allenatore)[14]
- Hank Lauricella - Eletto nel 1981[15]
- Doug Atkins - Eletto nel 1985

Indotto anche nella Pro Football Hall of Fame (nel 1975)
- Johnny Majors - Eletto nel 1987[17]
- Bob Johnson - Elected 1989[18]
- Ed Molinski - Eletto nel 1990[19]
- Steve DeLong - Eletto nel 1993[20]
- John Michels - Elected 1996[21]
- Steve Kiner - Eletto nel 1999[22]
- Reggie White - Eletto nel 2002

Indotto anche nella Pro Football Hall of Fame (nel 2006)
- Frank Emanuel - Eletto nel 2004[24]
- Chip Kell - Eletto nel 2006[25]

Allenatori
- Robert Neyland -Eletto nel 1956
- Bowden Wyatt- Eletto nel 1997
- Doug Dickey - Eletto nel 2003
- Phillip Fulmer - Eletto nel 2012

### Numeri ritirati
Tennessee ha ritirato sette numeri di maglia:
- 16: Peyton Manning
- 32: Billy Nowling
- 45: Johnny Majors
- 49: Rudy Klarer
- 61: Willis Tucker
- 62: Clyde Fuson
- 91: Doug Atkins
- 92: Reggie White